# 堅田雅仁
堅田 雅仁（かたた まさひと、1982年11月10日 -）とは、地方競馬の高知競馬場大関吉明厩舎に所属していた元騎手である。勝負服の柄は胴桃・青一本輪、袖白。高知県出身、血液型O型。

## 来歴
2000年9月29日付けで地方競馬騎手免許を取得。同年10月1日高知競馬で初騎乗。同年11月4日高知競馬で優勝し、初勝利。
2001年4月から益田競馬場にて応援騎乗を行った。益田での所属は岡崎淳耀厩舎。当初は4か月程度の予定であったが延長を重ね、最終的には1年半に渡り滞在した。最終日となった2002年8月16日には重賞・第56回日本海特別をノアで優勝した。
2002年10月15日第17回全日本新人王争覇戦出場（12人中7位）。
家庭の事情により、2006年8月20日のレース騎乗を最後に騎手を引退。最終騎乗は同日第8回高知競馬6日目第11競走、大関吉明厩舎の協賛による「堅田君ラストラン特別」（サラ系D2、8頭立て）で、単勝1番人気に応えて優勝し、有終の美を飾った。当日は第9競走においても個人協賛競走「堅田君ありがとう特別」（D級選抜馬）が実施され、ギャラハッドに騎乗し6着だった（8頭立て4番人気）。
地方通算成績は2989戦179勝・2着245回・3着303回・勝率6.0%・連対率14.2%。
騎手引退後は家業である土佐和牛の牧場を営む。2007年10月7日第10回高知競馬3日目第10競走JA全農こうち協賛「地産地消土佐和牛特別」(C1)においてプレゼンターを務めた。